# Foulenay
Foulenay est une commune française située dans le département du Jura, dans la région culturelle et historique de Franche-Comté et la région administrative Bourgogne-Franche-Comté.

## Géographie

### Localisation
Foulenay fait partie de la Bresse jurassienne.

### Communes limitrophes
Les communes limitrophes sont  Champrougier, Chaumergy, Chemenot, La Chassagne, Le Villey et Les Deux-Fays.

### Hydrographie
La Brenne (Seille), un affluent en rive droite de la Seille et donc un sous-affluent du Rhône par la Saône, constitue la limite sud de la commune.
D'autres cours d'eau drainent ce territoire, qui comprend quatre étangs.

### Climat
Pour des articles plus généraux, voir Climat de la Bourgogne-Franche-Comté et Climat du département du Jura.
En 2010, le climat de la commune est de type climat des marges montargnardes, selon une étude du Centre national de la recherche scientifique s'appuyant sur une série de données couvrant la période 1971-2000. En 2020, Météo-France publie une typologie des climats de la France métropolitaine dans laquelle la commune est exposée à un climat semi-continental et est dans une zone de transition entre les régions climatiques « Bourgogne, vallée de la Saône » et « Jura ».
Pour la période 1971-2000, la température annuelle moyenne est de 10,6 °C, avec une amplitude thermique annuelle de 17,3 °C. Le cumul annuel moyen de précipitations est de 1 070 mm, avec 12,3 jours de précipitations en janvier et 8,7 jours en juillet. Pour la période 1991-2020, la température moyenne annuelle observée sur la station météorologique de Météo-France la plus proche, « Colonne », sur la commune de Colonne à 7 km à vol d'oiseau, est de 11,7 °C et le cumul annuel moyen de précipitations est de 1 170,0 mm. 
La température maximale relevée sur cette station est de 40,3 °C, atteinte le 7 août 2003 ; la température minimale est de −18 °C, atteinte le 12 janvier 1987,,.
Les paramètres climatiques de la commune ont été estimés pour le milieu du siècle (2041-2070) selon différents scénarios d'émission de gaz à effet de serre à partir des nouvelles projections climatiques de référence DRIAS-2020. Ils sont consultables sur un site dédié publié par Météo-France en novembre 2022.

## Urbanisme

### Typologie
Au 1er janvier 2024, Foulenay est catégorisée commune rurale à habitat dispersé, selon la nouvelle grille communale de densité à sept niveaux définie par l'Insee en 2022.
Elle est située hors unité urbaine. Par ailleurs la commune fait partie de l'aire d'attraction de Lons-le-Saunier, dont elle est une commune de la couronne,. Cette aire, qui regroupe 139 communes, est catégorisée dans les aires de 50 000 à moins de 200 000 habitants,.

### Occupation des sols

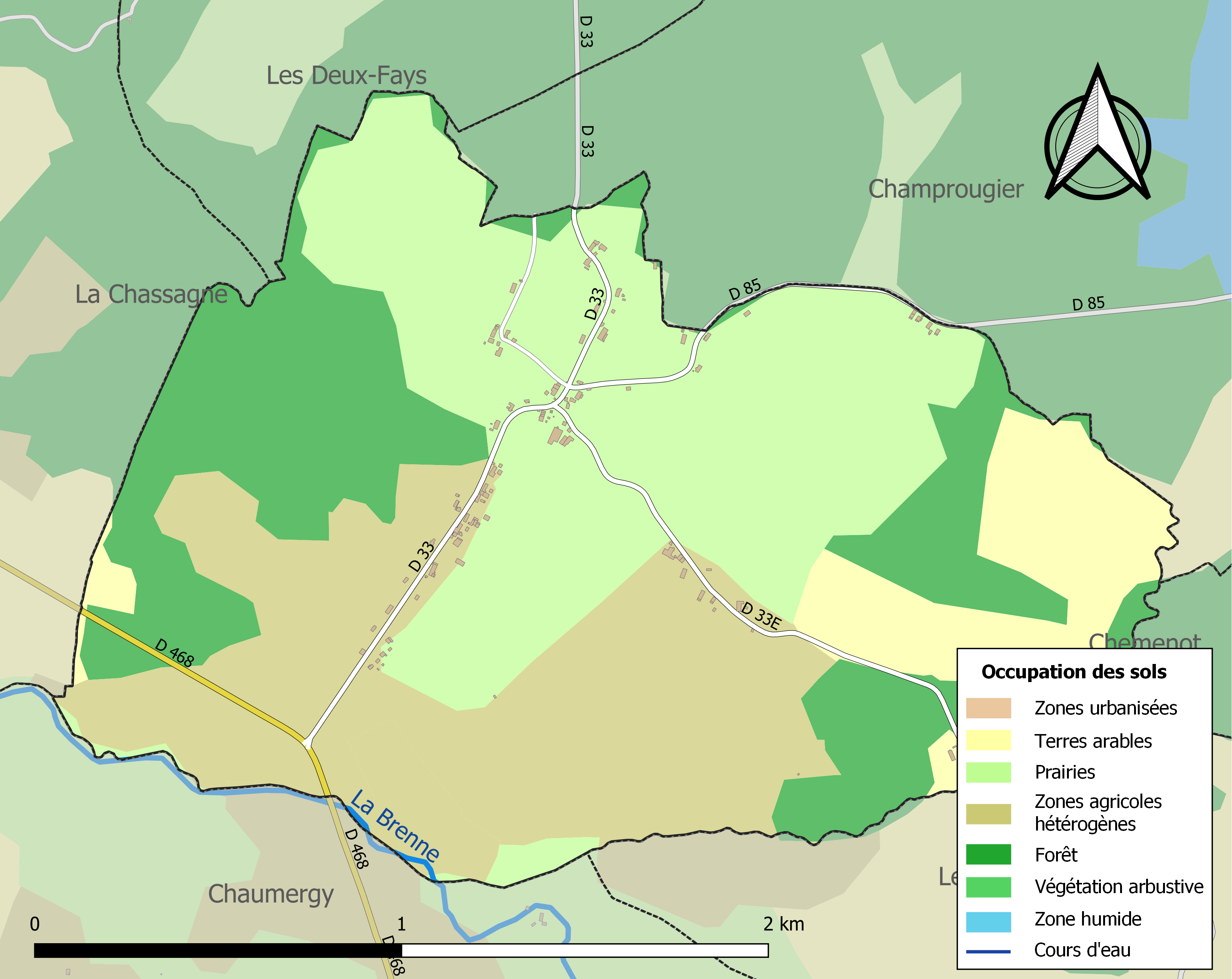
Carte des infrastructures et de l'occupation des sols de la commune en 2018 (CLC).

L'occupation des sols de la commune, telle qu'elle ressort de la base de données européenne d’occupation biophysique des sols Corine Land Cover (CLC), est marquée par l'importance des territoires agricoles (75,2 % en 2018), une proportion identique à celle de 1990 (75,2 %). La répartition détaillée en 2018 est la suivante : 
prairies (35 %), zones agricoles hétérogènes (29,8 %), forêts (24,8 %), terres arables (10,4 %). L'évolution de l’occupation des sols de la commune et de ses infrastructures peut être observée sur les différentes représentations cartographiques du territoire : la carte de Cassini (XVIIIe siècle), la carte d'état-major (1820-1866) et les cartes ou photos aériennes de l'IGN pour la période actuelle (1950 à aujourd'hui).

### Habitat et logement
En 210, 2015 et 2020, le nombre total de logements dans la commune était de 55.
Parmi ces logements, 79,3 % étaient des résidences principales, 12,4 % des résidences secondaires et 8,3 % des logements vacants. Ces logements étaient pour 94,1 % d'entre eux des maisons individuelles et pour 3,8 % des appartements.
Le tableau ci-dessous présente la typologie des logements à Foulenay en 2020 en comparaison avec celle du département du Jura et de la France entière. Une caractéristique marquante du parc de logements est ainsi une proportion de résidences secondaires et logements occasionnels (12,4 %) supérieure à celle du département (10,4 %) et à celle de la France entière (9,7 %). Concernant le statut d'occupation de ces logements, 95,6 % des habitants de la commune sont propriétaires de leur logement (90,5 % en 2015), contre 66,1 % pour le département du Jura et 57,5 pour la France entière.
| Typologie                                               | Foulenay | Jura | France entière |
| ------------------------------------------------------- | -------- | ---- | -------------- |
| Résidences principales (en %)                           | 79,3     | 79,8 | 82,1           |
| Résidences secondaires et logements occasionnels (en %) | 12,4     | 10,4 | 9,7            |
| Logements vacants (en %)                                | 8,3      | 9,8  | 8,2            |

## Politique et administration

### Rattachements administratifs et électoraux

#### Rattachements administratifs
La commune se trouve  dans l'arrondissement de Dole du département du Jura.
Elle faisait partie depuis 1793 du canton de Chaumergy. Dans le cadre du redécoupage cantonal de 2014 en France, cette circonscription administrative territoriale a disparu, et le canton n'est plus qu'une circonscription électorale.

#### Rattachements électoraux
Pour les élections départementales, la commune fait partie depuis 2014 du canton de Bletterans
Pour l'élection des députés, elle fait partie de la première circonscription du Jura.

### Intercommunalité
Foulenay était membre de la petite communauté de communes du Val de Brenne, un établissement public de coopération intercommunale (EPCI) à fiscalité propre créé fin 1997  et auquel la commune avait transféré un certain nombre de ses compétences, dans les conditions déterminées par le code général des collectivités territoriales.
Une première fusion intervient avec la communauté de communes la Bletteranoise et la communauté de communes des Foulletons pour former le 1er janvier 2011 la communauté de communes Bresse-Revermont
Dans le cadre des dispositions de la loi portant nouvelle organisation territoriale de la République du 7 août 2015, qui prévoit que les établissements publics de coopération intercommunale (EPCI) à fiscalité propre doivent avoir un minimum de 15 000 habitants, cette intercommunalité, qui n’atteignait pas le seuil requis, a fusionné avec la communauté de communes des coteaux de la Haute Seille pour former, le 1er janvier 2017, la communauté de communes Bresse Haute Seille, dont est désormais membre la commune.

### Tendances politiques et résultats

#### Élections Présidentielles
Lors du premier tour de l'élection présidentielle de 2017, les quatre premiers candidats sont dans la commune Marine Le Pen (34,00 % des suffrages exprimés, François Fillon (22,0 %), Emmanuel Macron (18,00 %) et Jean-Luc Mélenchon (14,00 %).
Au second tour, le candidat élu Emmanuel Macron arrive en tête, avec 26 voix (57,78 %) et Marine Le Pen 19 voix (42,22 %) lors d'un scrutin où 21,13 % des électeurs se sont abstenus.
Lors du premier tour de l'élection présidentielle de 2022, les quatre premiers candidats sont dans la commune Marine Le Pen (32,61 %), Emmanuel Macron (19,57 %), Valérie Pécresse (13,04 %), Jean Lasalle (10,87 %).
Au second tour, le candidat élu Emmanuel Macron devance d'une voix, avec 26 voix (50,98 %) Marine Le Pen, qui a recueilli 25 voix (49,02 %), lors d'un scrutin où 24,32 % des électeurs se sont abstenus.

#### Élections régionales
Le village de Foulenay place la liste "Notre Région Par Cœur" menée par Marie-Guite Dufay, présidente sortante (PS) en tête, dès le 1er tour des élections régionales de 2021 en Bourgogne-Franche-Comté, avec 35,00 % des suffrages. Lors du second tour, les habitants décideront de placer de nouveau la liste de "Notre Région Par Cœur" menée par Marie-Guite Dufay, présidente sortante (PS) en tête, avec cette fois-ci, près de 37,50 % des suffrages. Devant les autres listes menées par Gilles Platret (LR) en seconde position avec 29,17 %, Julien Odoul (RN), troisième avec 25,00 % et en dernière position celle de Denis Thuriot (LaREM) avec 8,33 %. Il est important de souligner une abstention record lors de cette élection qui n'ont pas épargné le village de Foulenay avec lors du premier tour 66,22 % d'abstention et au second, 59,46 %.

#### Élections départementales
Le village de Foulenay faisant partie du Canton de Bletterans place le binôme de Philippe Antoine (LaREM) et Danielle Brulebois (LaREM), en tête, dès le 1er tour des élections départementales de 2021 dans le Jura, avec 72,22 % des suffrages. Lors du second tour, les habitants décideront de placer de nouveau le binôme de Philippe Antoine (LaREM) et Danielle Brulebois (LaREM), en tête, avec cette fois-ci, près de 75,00 % des suffrages. Devant l'autre binôme menée par Josiane Hoellard (RN) et Michel Seuret (RN) qui obtient 25,00 %. Il est important de souligner une abstention record lors de cette élection qui n'ont pas épargné le village de Foulenay avec lors du premier tour 66,22 % d'abstention et au second, 59,46 %.

### Liste des maires de Foulenay
| Période                                  | Période                        | Identité          | Étiquette | Qualité                 |
| ---------------------------------------- | ------------------------------ | ----------------- | --------- | ----------------------- |
| Les données manquantes sont à compléter. |                                |                   |           |                         |
|                                          |                                |                   |           |                         |
| avant 1988                               |                                | Armand Lebois     |           |                         |
|                                          |                                |                   |           |                         |
| 1995                                     | 2006                           | Maurice Bertrand  |           |                         |
| mai 2006                                 | automne 2023                   | Michel Cannazzaro | DVG       | Ouvrier                 |
| octobre 2023                             | En cours (au 30 novembre 2023) | Marianne Girard   |           | Fonctionnaire retraitée |

## Démographie
L'évolution du nombre d'habitants est connue à travers les recensements de la population effectués dans la commune depuis 1793. Pour les communes de moins de 10 000 habitants, une enquête de recensement portant sur toute la population est réalisée tous les cinq ans, les populations de référence des années intermédiaires étant quant à elles estimées par interpolation ou extrapolation. Pour la commune, le premier recensement exhaustif entrant dans le cadre du nouveau dispositif a été réalisé en 2006.

En 2022, la commune comptait 83 habitants, en évolution de −2,35 % par rapport à 2016 (Jura : −0,81 %, France hors Mayotte : +2,11 %).
| 1793 | 1800 | 1806 | 1821 | 1831 | 1836 | 1841 | 1846 | 1851 |
| ---- | ---- | ---- | ---- | ---- | ---- | ---- | ---- | ---- |
| 226  | 222  | 161  | 289  | 327  | 340  | 325  | 307  | 289  |

| 1856 | 1861 | 1866 | 1872 | 1876 | 1881 | 1886 | 1891 | 1896 |
| ---- | ---- | ---- | ---- | ---- | ---- | ---- | ---- | ---- |
| 285  | 291  | 318  | 317  | 317  | 300  | 280  | 270  | 285  |

| 1901 | 1906 | 1911 | 1921 | 1926 | 1931 | 1936 | 1946 | 1954 |
| ---- | ---- | ---- | ---- | ---- | ---- | ---- | ---- | ---- |
| 270  | 287  | 260  | 225  | 223  | 190  | 171  | 185  | 150  |

| 1962 | 1968 | 1975 | 1982 | 1990 | 1999 | 2006 | 2011 | 2016 |
| ---- | ---- | ---- | ---- | ---- | ---- | ---- | ---- | ---- |
| 126  | 118  | 104  | 83   | 93   | 81   | 79   | 85   | 85   |

| 2021 | 2022 | - | - | - | - | - | - | - |
| ---- | ---- | - | - | - | - | - | - | - |
| 82   | 83   | - | - | - | - | - | - | - |

## Culture locale et patrimoine

### Lieux et monuments
- L'église de la Nativité, dont la construction est achevée en 1823, possède une peinture flamande du XVe siècle.
- Étangs et sentiers de randonnée

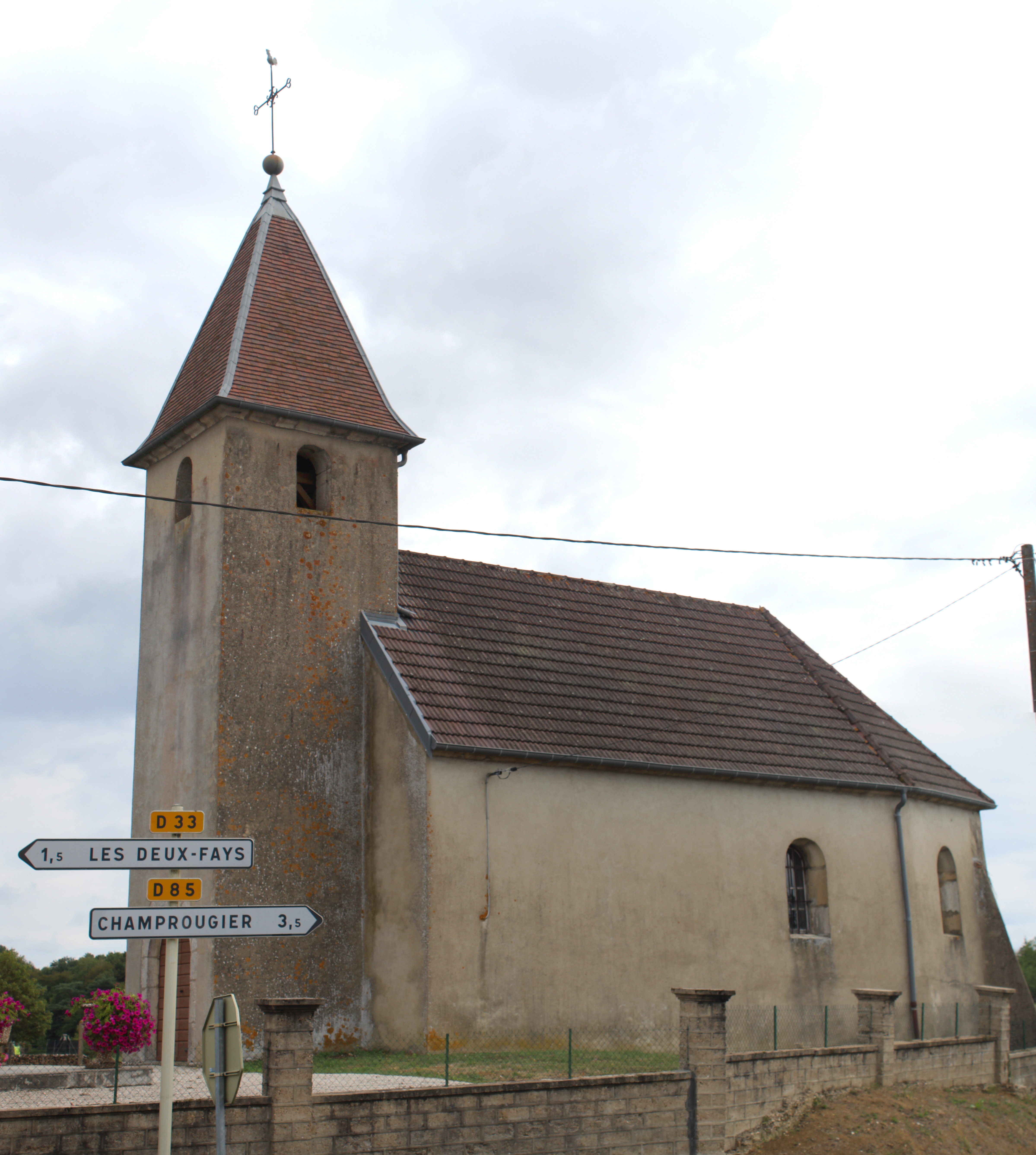
L'église de la nativité...
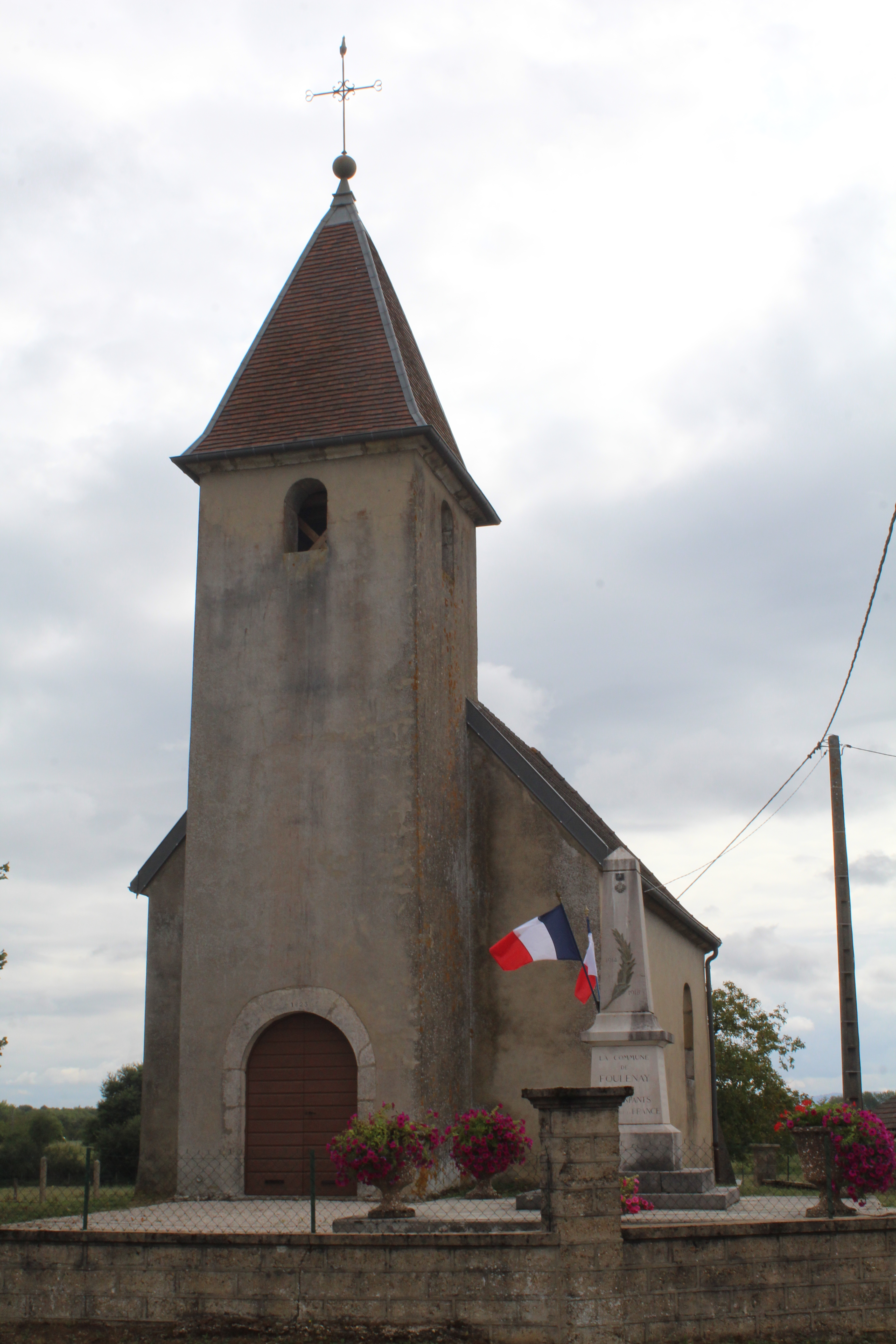
... et sa façade
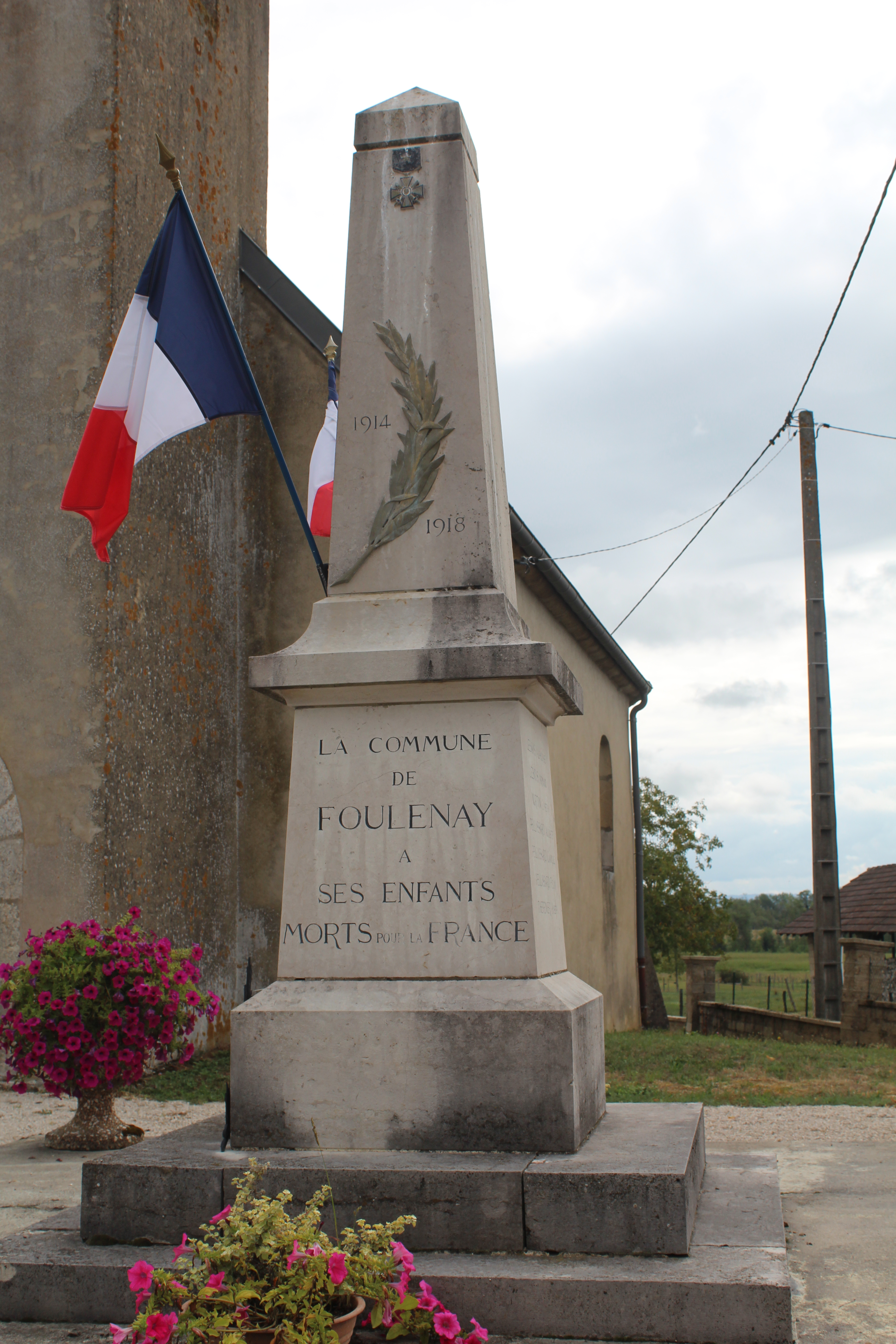
Le monument aux morts

## Pour approfondir